# Neberův přesmyk
Neberův přesmyk je přesmyková reakce, při které se mění ketoxim na alfa-aminoketon.
Oxim se nejprve přemění na O-sulfonát, například reakcí s tosylchloridem na tosylát. Po přidání zásady vznikne karboanion, který nukleofilně odštěpí tosylátovou skupinu za tvorby azirinu, který se po přidání vody hydrolyzuje na aminoketon.
Vedlejší reakcí při tomto procesu je Beckmannův přesmyk.